# Fédération de l'éducation de la recherche et de la culture CGT
La Fédération de l'éducation de la recherche et de la culture (FERC-CGT) rassemble les 23 syndicats de l'éducation nationale, de la recherche, de la culture, de la formation continue et de l'éducation populaire adhérents à la Confédération générale du travail. La FERC-CGT est affiliée à l'Internationale de l’éducation.

## Histoire
La FERC est issue des quelques syndicats, notamment des personnels non-enseignants de l'Éducation nationale qui voulurent rester au sein de la CGT, et refusèrent l'autonomie de la Fédération de l'Éducation nationale.

## Organisation
La FERC comprend plusieurs unions nationales de syndicats :
- CGT Éduc'action : regroupant les syndicats de personnel de l'éducation du primaire et secondaire
- FERC-Sup : regroupant les syndicats de personnel de l'enseignement supérieur et de la recherche
- CGT Culture : regroupant les syndicats de personnel du ministère de la Culture
- UGS MJC : regroupant les syndicats de personnel des MJC
- CGT des travailleur-ses des CROUS
- CGT SNTRS : Syndicat National des Travailleur-ses de la Recherche Scientifique
- CGT SNPEFS : Syndicat National des Personnels de l’Enseignement et de la Formation Privés
- CGT INRAE : Syndicat National des Personnes de toutes catégories travaillant à l'INRAE

Ainsi que des syndicats locaux ou nationaux plus spécifiques.
La FERC-CGT regroupait 25 258 adhérents en 2019.